# Après la pluie (roman)
Pour les articles homonymes, voir Après la pluie.
Après la pluie est un roman de Frédéric H. Fajardie, publié en 1996.

## Résumé
1947. Joe Dickman, jeune vétéran français couvert de médailles, combattant sur tous les fronts, se sent perdu dans une après-guerre qui a oublié ses vrais héros. Avec son ami Scarfati, il fonde une agence de détectives. Leur première grosse affaire ? Une bombe ! Un milliardaire tombe de son avion au-dessus de la Manche et les neuf autres passagers succombent à une mort violente.
Les deux privés enquêtent, croisent une blonde irrésistible aux yeux gris, des orchestres de jazz et des zazous, une prostituée romantique, amoureuse de Dickman, des flics pourris, des résistants, d'anciens gestapistes et des soldats américains aussi gentils que naïfs.
Un roman noir sur une après-guerre fantasque évoquant une France pluvieuse qui ferme ses maisons closes.